# Camporredondo (Ribadavia)
Camporredondo (llamada oficialmente Santo André de Campo Redondo) es una parroquia y una entidad de población del municipio español de Ribadavia, en la provincia de Orense, Galicia.

## Toponimia
La parroquia también es conocida por el nombre de San Andrés de Camporredondo.

## Organización territorial
La parroquia está formada por dos entidades de población, constando una de ellas en el nomenclátor del Instituto Nacional de Estadística español:
- Camporredondo (Campo Redondo)
- San Andrés (Santo André)

## Demografía
La entidad de población de  Camporredondo no consta ni en las bases de datos del INE ni en las del IGE por lo que se desconocen los datos demográficos de la misma.

### Parroquia
| Gráfica de evolución demográfica de Camporredondo (parroquia) entre 2000 y 2023 |
|                                                                                 |
| Datos según el nomenclátor publicado por el INE.                                |